# Viola Myers
Viola Myers (Canadá, 29 de junio de 1927) fue una atleta canadiense, especialista en la prueba de 4 × 100 m en la que llegó a ser medallista de bronce olímpica en 1948.

## Carrera deportiva
En los JJ. OO. de Londres 1948 ganó la medalla de bronce en los relevos de 4 x 100 metros, con un tiempo de 47.8 segundos, llegando a meta por detrás de Países Bajos y Australia, siendo sus compañeras de equipo: Nancy MacKay, Diane Foster y Patricia Jones.